# Brzezie (przystanek kolejowy)
 Brzezie – przystanek kolejowy we Włocławku, w województwie kujawsko-pomorskim, w Polsce. Niegdyś była to stacja kolejowa.

## Ruch pasażerski
| Rok  | Wymiana pasażerska na dobę |
| ---- | -------------------------- |
| 2017 | 20-49                      |
| 2022 | 20-49                      |

## Historia
Dworzec powstał w 1862 r., w czasie budowy Kolei Warszawsko-Bydgoskiej. Z początku był to budynek drewniany, później Leopold Julian Kronenberg sfinansował w 1896 r. budynek murowany. Ze względu na zły stan techniczny jakiś czas temu rozebrano go. Na dworcu znajdowało się niegdyś specjalne pomieszczenie dla fundatora. Na stacji do roku 1988 zatrzymywały się wszystkie klasy pociągów.
Nazwa Brzezie pochodzi z czasów gdy funkcjonowała tu stacja przeładunkowa dóbr Brzezie, należących do Kronenbergów. Nieopodal znajdowały się tory wąskotorówki, prowadzące m.in. do dawnych folwarków Dubielewo i Lipiny. Obecnie nie ma już rozległych dóbr Brzezie, nazwa może być więc myląca – miejscowość Brzezie jest oddalona o 5 km od przystanku.